# Emilia Stachurska
Emilia Stachurska (ur. 22 września 1997 w Krakowie) – polska aktorka.

## Życiorys
Urodziła się w Krakowie. Ma młodszą siostrę Lidię. Gdy miała pół roku, razem z rodzicami przeprowadziła się do Sosnowca.
Uczyła się tańca i śpiewu w sosnowieckim zespole „Kiepurki”. W 2003 otrzymała koronę Dziecięcej Miss Wdzięku i Urody miasta Sosnowca, a następnie Śląska i Zagłębia. Wygrała również zorganizowany przez stację telewizyjną MiniMini+ konkurs „Moja mama wie, że aktorem zostać chcę!”, a także jeden z odcinków programu Od przedszkola do Opola.
Największą popularność przyniosła jej rola Zuzi Skalskiej w serialu TVN Niania (2005–2009). W 2008 została ambasadorką „Akademii Przyszłości Wiosna”. W 2010 roku zagrała w etiudzie aktorskiej Twist & Blood. Za rolę Myszy otrzymała nominację do Nagrody Polskiego Kina Niezależnego im. Jana Machulskiego dla najlepszej aktorki.

## Filmografia
| Rok                                                              | Tytuł                              | Rola                                     | Uwagi                           |
| ---------------------------------------------------------------- | ---------------------------------- | ---------------------------------------- | ------------------------------- |
| Opracowano na podstawie baz filmowych filmpolski.pl i filmweb.pl |                                    |                                          |                                 |
| 2005–2009                                                        | Niania                             | Zuzia Skalska, córka Maksymiliana        | Stała rola                      |
| 2006                                                             | Kawałek nieba                      | Mała                                     | Etiuda szkolna                  |
| 2008                                                             | Na Wspólnej                        | Zuzia Skalska, córka Maksymiliana        | Odc. 1000                       |
| 2008                                                             | Na dobre i na złe                  | Zuzia                                    | Odc. 331 pt. Samotny ojciec     |
| 2009                                                             | Odlot (Up)                         | Mała Ela                                 | Polski dubbing                  |
| 2009                                                             | Ciemnego pokoju nie trzeba się bać | „Łata”                                   | Film fabularny-krótkometrażowy  |
| 2010                                                             | Twist & Blood                      | Mysza                                    | Etiuda szkolna                  |
| 2011                                                             | Zabawy dziecięce                   | Natalka                                  | Etiuda szkolna                  |
| 2011–2012                                                        | Julia                              | Pola Baran, córka Katarzyny i Krzysztofa | Stała rola                      |
| 2011                                                             | Głęboka woda                       | Aneta                                    | Odc. 2 pt. Powrót               |
| 2012                                                             | Bokser                             | Nicole, córka Przemka                    | Film z cyklu Prawdziwe historie |
| 2013                                                             | Lekarze                            | Bogna Kowalska                           | odc. 22                         |
| 2015                                                             | Ziarno                             | Panna Watson                             | Katolicki program dla dzieci    |
| 2016                                                             | Królewicz Olch                     | Ładna                                    | Film fabularny                  |

## Programy
- 2003: Od przedszkola do Opola – uczestniczka programu (zwyciężczyni odcinka)
- 2003: Mini Mini – uczestniczka konkursu telewizyjnego pt. Moja mama wie, że aktorem zostać chcę! (zwyciężczyni konkursu)
- 2006: Rozmowy w toku – uczestniczka programu (odc. Mój dzieciak robi karierę!)

## Nagrody
- 2003: Konkurs na Dziecięcą Miss Wdzięku i Urody – tytuł Dziecięcej Miss Wdzięku i Urody Śląska i Zagłębia
- 2003: Konkurs telewizyjny stacji Mini Mini Moja mama wie, że aktorem zostać chcę! – I miejsce
- 2003: Od przedszkola do Opola – uczestniczka programu - I miejsce